# Babiana spiralis
Babiana spiralis är en irisväxtart som beskrevs av John Gilbert Baker. Babiana spiralis ingår i släktet Babiana och familjen irisväxter. Inga underarter finns listade i Catalogue of Life.